# 日向学院短期大学
日向学院短期大学（ひゅうががくいんたんきだいがく、英語: Hyuga-Gakuin Tandai）は、宮崎県宮崎市大和町110に本部を置いていた私立短期大学である。1955年に設置され、1990年に廃止された。

## 概要

### 大学全体
- 宮崎県宮崎市に所在した日本の私立短期大学で、設置主体は学校法人日向学院[1]。
- 1955年に1学科体制で開学[2]。当初は夜間部1学科、入学総定員80名体制でのちに昼間部に1学科が増設されるも、最終的には開学当初とおなじ体制となる。
- 1986年度の入学生を最後に[注釈 1]、短期大学としての使命を終える[5]。

### 建学の精神（校訓・理念・学是）
- 日向学院短期大学の学訓は「己を知り、己に克て」となっていた[6]。

### 教育および研究
- カトリック精神をベースに商業実務を専門教育としていた。

### 学風および特色
- 日向学院短期大学はイタリアのトリノで創立されたカトリック・サレジオ修道会が母体とされていた[6]。
- 語学教育にも力をいれ、神戸大学・大分大学等の協力による専門教育が行われていたところに特色がある[6]。

## 沿革
- 1926年 宮崎神学校を創設。
- 1951年
  - 3月13日 学校法人日向学院の設置が認可される[7]。
- 1955年
  - 3月30日 左記を以て文部省[注 2]より短期大学の設置が認可される[8]。
  - 4月1日 日向学院短期大学が以下の学科体制にて開学する。
    - 商業科第二部  入学定員80名
- 1956年
  - 3月7日 教育職員免許状授与の所要資格を得させるための課程として認定される[9]。
- 1958年
  - 4月1日 第一部を設置し、以下の学科体制とする[注 3]。
    - 商業科
      - 第一部 入学定員80名
      - 第二部 入学定員80名

  - 5月1日 学生数[12]/定員
    - 商業科
      - 第一部 36[注釈 2]/80
      - 第二部 141[注釈 2]/160
- 1960年
  - 5月13日 教育職員免許状授与の所要資格を得させるための課程として認定される[13]。
- 1972年
  - 4月1日 商業科第一部の学生募集を最終とする[注 4]。
  - 5月1日 学生数[16]/定員
    - 商業科
      - 第一部 45[注釈 2]/80
      - 第二部 114[注釈 2]/160
- 1973年
  - 5月1日 学生数[17]/定員
    - 商業科
      - 第一部 13[注釈 2]/80
      - 第二部 122[注 5]/160
- 1975年
  - 3月31日 左記をもって商業科第一部を正式に廃止[注 6]。
- 1985年
  - 5月1日 学生数[19]/定員
    - 商業科第二部 46[注 7]/160
- 1986年
  - 4月1日 この年度をもって学生募集を終了する[注釈 1]。
  - 5月1日 学生数[20]/定員
    - 商業科第二部 23[注 8]
- 1990年
  - 12月21日 左記をもって正式に廃校[注 9]。

## 基礎データ

### 所在地
- 宮崎県宮崎市大和町110[注釈 3]

### 象徴
- 日向学院短期大学のカレッジマークは、十字架と空を飛ぶトリが2羽描かれたものとなっていた[注 10]。

## 教育および研究

### 組織

#### 学科
- 商業科
  - 第一部 入学定員80名[注 11]
  - 第二部 入学定員80名[注 12]

#### 専攻科
- なし

#### 別科
- なし

#### 取得資格について
- 中学校教諭二級免許状（職業）が設置されていた[注 13]。

### 研究
- 『日向学院論集』[27]

### 寮
- 特になし。

## 対外関係

### 系列校
- 日向学院中学校・高等学校